# Upsilon1 Eridani
Upsilon1 Eridani (Theemin, Beemin, 50 Eridanus) é uma estrela na direção da constelação de Eridanus. Possui uma ascensão reta de 04h 33m 30.63s e uma declinação de −29° 45′ 57.0″. Sua magnitude aparente é igual a 4.49. Considerando sua distância de 124 anos-luz em relação à Terra, sua magnitude absoluta é igual a 1.58. Pertence à classe espectral K0III.